# 新斯科舍半岛

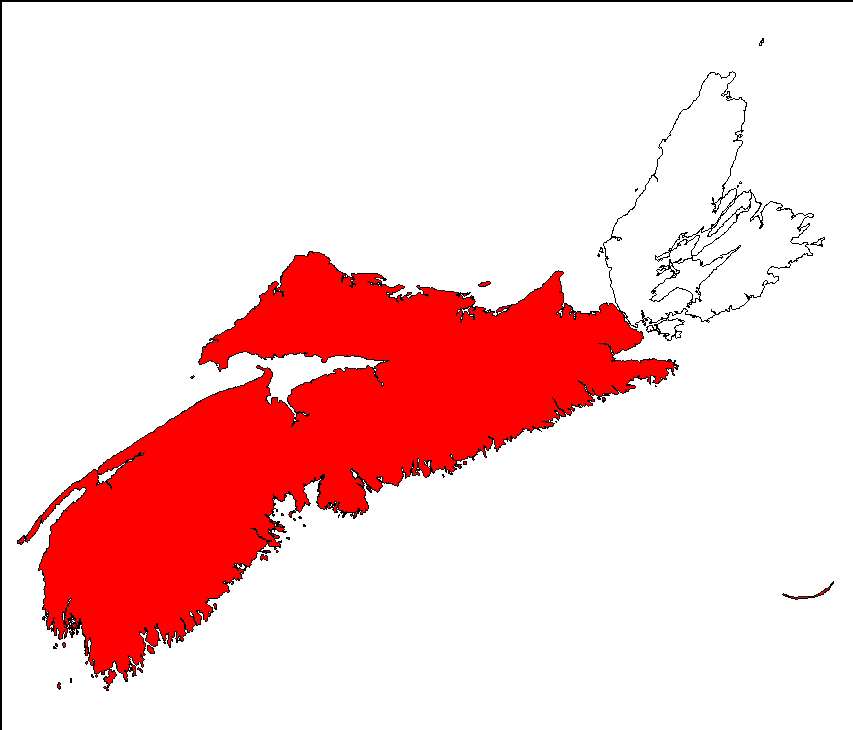
新斯科舍半岛

新斯科舍半岛（英語：Nova Scotia peninsula），是加拿大东部的一个半岛，面积约4.5万平方公里，以希格内克托地峡与加拿大本土相连。新斯科舍半岛与其北端的布雷顿角岛共同组成了新斯科舍省的主要部分。半岛人口约70余万人，最大的城市哈利法克斯，人口约12万。